# Liste der Baudenkmäler in Ritten
Die Liste der Baudenkmäler in Ritten (italienisch Renon) enthält die 149 als Baudenkmäler ausgewiesenen Objekte auf dem Gebiet der Gemeinde Ritten in Südtirol.
Basis ist das im Internet einsehbare offizielle Verzeichnis der Baudenkmäler in Südtirol. Dabei kann es sich beispielsweise um Sakralbauten, Wohnhäuser, Bauernhöfe und Adelsansitze handeln. Die Reihenfolge in dieser Liste orientiert sich an der Bezeichnung, alternativ ist sie auch nach der Adresse oder dem Datum der Unterschutzstellung sortierbar.

## Liste
| Foto |                 | Bezeichnung                                                                           | Standort                                     | Eintragung                   | Beschreibung | Metadaten                                                                                                 |
| ---- | --------------- | ------------------------------------------------------------------------------------- | -------------------------------------------- | ---------------------------- | --- | --- |
| BW   | Datei hochladen | Aichner ID: 16826                                                                     | 46° 33′ 14″ N, 11° 22′ 47″ O                 | 11. Jan. 1983 (BLR-LAB 120)  | Ländliches Wohnhaus/Bauernhof | KG: Wangen Bauparzelle: 233                                                                               |
| ja   | Datei hochladen | Alter Widum in Maria Himmelfahrt ID: 16750                                            | 46° 31′ 29″ N, 11° 23′ 28″ O                 | 11. Jan. 1983 (BLR-LAB 120)  | Widum/Kanonikerhaus | KG: Ritten I Bauparzelle: 386                                                                             |
| ja   | Datei hochladen | Angler in Maria Himmelfahrt ID: 16758                                                 | 46° 31′ 24″ N, 11° 23′ 27″ O                 | 8. Jan. 1953 (MD)            | Ländliches Wohnhaus/Bauernhof | KG: Ritten I Bauparzelle: 403/1                                                                           |
| ja   | Datei hochladen | Bahnhof Atzwang ID: 50202                                                             | 46° 32′ 10″ N, 11° 29′ 46″ O                 | 5. Apr. 2004 (BLR-LAB 1083)  | Bahnhof | KG: Ritten I Bauparzelle: 1000                                                                            |
| BW   | Datei hochladen | Bauhof in Siffian ID: 16794                                                           | 46° 31′ 49″ N, 11° 28′ 0″ O                  | 25. Jan. 1985 (BLR-LAB 314)  | Ländliches Wohnhaus/Bauernhof | KG: Ritten I Bauparzelle: 696                                                                             |
| BW   | Datei hochladen | Baumgartner in Signat ID: 16765                                                       | 46° 30′ 45″ N, 11° 24′ 7″ O                  | 11. Jan. 1983 (BLR-LAB 120)  | Ländliches Wohnhaus/Bauernhof | KG: Ritten I Bauparzelle: 450                                                                             |
| ja   | Datei hochladen | Benefiziaten- und Schulhaus in Maria Himmelfahrt ID: 16749                            | 46° 31′ 28″ N, 11° 23′ 30″ O                 | 11. Jan. 1983 (BLR-LAB 120)  | Ansitz | KG: Ritten I Bauparzelle: 384/1, 384/2                                                                    |
| BW   | Datei hochladen | Bildstock in Mittelberg ID: 16802                                                     | 46° 33′ 10″ N, 11° 28′ 42″ O                 | 11. Jan. 1983 (BLR-LAB 120)  | Bildstock | KG: Ritten I Bauparzelle: 942                                                                             |
| ja   | Datei hochladen | Bodenegg in Klobenstein ID: 16699                                                     | 46° 32′ 15″ N, 11° 27′ 46″ O                 | 25. Jan. 1985 (BLR-LAB 314)  | Ländliches Wohnhaus/Bauernhof | KG: Ritten I Bauparzelle: 17                                                                              |
| BW   | Datei hochladen | Braun in Lengstein ID: 16726                                                          | 46° 33′ 45″ N, 11° 30′ 6″ O                  | 11. Jan. 1983 (BLR-LAB 120)  | Ländliches Wohnhaus/Bauernhof | KG: Ritten I Bauparzelle: 146                                                                             |
| BW   | Datei hochladen | Bühler in Signat ID: 16764                                                            | 46° 30′ 43″ N, 11° 24′ 14″ O                 | 11. Jan. 1983 (BLR-LAB 120)  | Ländliches Wohnhaus/Bauernhof | KG: Ritten I Bauparzelle: 448                                                                             |
| BW   | Datei hochladen | Bühler in Unterinn ID: 16788                                                          | 46° 30′ 40″ N, 11° 26′ 35″ O                 | 11. Jan. 1983 (BLR-LAB 120)  | Ländliches Wohnhaus/Bauernhof | KG: Ritten I Bauparzelle: 607/1                                                                           |
| BW   | Datei hochladen | Burger in Oberinn ID: 16814                                                           | 46° 33′ 46″ N, 11° 24′ 53″ O                 | 11. Jan. 1983 (BLR-LAB 120)  | Ländliches Wohnhaus/Bauernhof | KG: Wangen Bauparzelle: 40                                                                                |
| BW   | Datei hochladen | Burger in Siffian ID: 16800                                                           | 46° 31′ 58″ N, 11° 27′ 59″ O                 | 11. Jan. 1983 (BLR-LAB 120)  | Ländliches Wohnhaus/Bauernhof | KG: Ritten I Bauparzelle: 709/1                                                                           |
| BW   | Datei hochladen | Burgstaller mit Bildstock in Signat ID: 16768                                         | 46° 30′ 18″ N, 11° 23′ 45″ O                 | 25. Jan. 1985 (BLR-LAB 314)  | Ländliches Wohnhaus/Bauernhof | KG: Ritten I Bauparzelle: 465, 780                                                                        |
| BW   | Datei hochladen | Decorona in Klobenstein ID: 16702                                                     | 46° 32′ 14″ N, 11° 27′ 41″ O                 | 11. Jan. 1983 (BLR-LAB 120)  | Ländliches Wohnhaus/Bauernhof | KG: Ritten I Bauparzelle: 23                                                                              |
| ja   | Datei hochladen | Deutschordenskommende in Lengmoos ID: 16734                                           | 46° 32′ 33″ N, 11° 28′ 2″ O                  | 8. Jan. 1953 (MD)            | Widum/Kanonikerhaus | KG: Ritten I Bauparzelle: 306                                                                             |
| ja   | Datei hochladen | Ebner in Unterplatten mit Annakapelle ID: 16771                                       | 46° 29′ 47″ N, 11° 24′ 52″ O                 | 11. Jan. 1983 (BLR-LAB 120)  | Bauernhof; die Kapelle befindet sich etwas östlich auf 46° 29′ 45,6″ N, 11° 24′ 55″ O | KG: Ritten I Bauparzelle: 291, 489                                                                        |
| ja   | Datei hochladen | Egger in Unterinn ID: 16782                                                           | 46° 30′ 40″ N, 11° 26′ 54″ O                 | 11. Jan. 1983 (BLR-LAB 120)  | Ländliches Wohnhaus/Bauernhof | KG: Ritten I Bauparzelle: 577                                                                             |
| BW   | Datei hochladen | Eisenbahnerwohnhaus in Atzwang ID: 50635                                              | 46° 32′ 8″ N, 11° 29′ 41″ O                  | 15. März 2022 (BLR-LAB 178)  | 1926–28 nach Plänen des Architekten Angiolo Mazzoni erbautes Wohnhaus | KG: Ritten I Bauparzelle: 754                                                                             |
| BW   | Datei hochladen | Felrum in Gasters ID: 16790                                                           | 46° 31′ 26″ N, 11° 27′ 1″ O                  | 11. Jan. 1983 (BLR-LAB 120)  | Ländliches Wohnhaus/Bauernhof | KG: Ritten I Bauparzelle: 637/1                                                                           |
| ja   | Datei hochladen | Felsegg in Klobenstein ID: 16703                                                      | 46° 32′ 12″ N, 11° 27′ 41″ O                 | 11. Jan. 1983 (BLR-LAB 120)  | Ansitz | KG: Ritten I Bauparzelle: 25/1                                                                            |
| BW   | Datei hochladen | Forstner in Eschenbach ID: 16779                                                      | 46° 30′ 55″ N, 11° 25′ 57″ O                 | 11. Jan. 1983 (BLR-LAB 120)  | Ländliches Wohnhaus/Bauernhof | KG: Ritten I Bauparzelle: 527                                                                             |
| BW   | Datei hochladen | Forstner in Gasters ID: 16791                                                         | 46° 31′ 29″ N, 11° 27′ 3″ O                  | 25. Jan. 1985 (BLR-LAB 314)  | Ländliches Wohnhaus/Bauernhof | KG: Ritten I Bauparzelle: 638/1                                                                           |
| BW   | Datei hochladen | Frümml in Rotwand ID: 16729                                                           | 46° 34′ 39″ N, 11° 30′ 41″ O                 | 11. Jan. 1983 (BLR-LAB 120)  | Ländliches Wohnhaus/Bauernhof | KG: Ritten I Bauparzelle: 176, 2925                                                                       |
| BW   | Datei hochladen | Gadner in Oberbozen ID: 16760                                                         | 46° 31′ 23″ N, 11° 23′ 55″ O                 | 11. Jan. 1983 (BLR-LAB 120)  | Ländliches Wohnhaus/Bauernhof | KG: Ritten I Bauparzelle: 417                                                                             |
| BW   | Datei hochladen | Gageser ID: 16822                                                                     | 46° 33′ 18″ N, 11° 22′ 39″ O                 | 25. Jan. 1985 (BLR-LAB 314)  | Ländliches Wohnhaus/Bauernhof | KG: Wangen Bauparzelle: 126                                                                               |
| BW   | Datei hochladen | Gasser zu Lerch ID: 16816                                                             | 46° 34′ 21″ N, 11° 26′ 7″ O                  | 25. Jan. 1985 (BLR-LAB 314)  | Ländliches Wohnhaus/Bauernhof | KG: Wangen Bauparzelle: 63                                                                                |
| ja   | Datei hochladen | Gasthaus Schwarzer Adler in Atzwang ID: 16713                                         | 46° 32′ 0″ N, 11° 29′ 21″ O                  | 8. Jan. 1953 (MD)            | Gasthaus | KG: Ritten I Bauparzelle: 74/1, 74/2                                                                      |
| ja   | Datei hochladen | Gasthof Amtmann in Lengmoos ID: 16709                                                 | 46° 32′ 31″ N, 11° 28′ 3″ O                  | 8. Jan. 1953 (MD)            | Gasthaus | KG: Ritten I Bauparzelle: 52, 53                                                                          |
| ja   | Datei hochladen | Gasthof Kircher in Lengstein ID: 16724                                                | 46° 33′ 18″ N, 11° 29′ 33″ O                 | 8. Jan. 1953 (MD)            | Gasthaus | KG: Ritten I Bauparzelle: 133/1                                                                           |
| ja   | Datei hochladen | Gasthof Schwaiger in Lengstein ID: 16721                                              | 46° 33′ 19″ N, 11° 29′ 31″ O                 | 8. Jan. 1953 (MD)            | Gasthaus | KG: Ritten I Bauparzelle: 125                                                                             |
| ja   | Datei hochladen | Gasthof Spögler in Lengmoos ID: 16710                                                 | 46° 32′ 37″ N, 11° 28′ 5″ O                  | 8. Jan. 1953 (MD)            | Gasthaus | KG: Ritten I Bauparzelle: 54                                                                              |
| BW   | Datei hochladen | Großackerer ID: 16789                                                                 | 46° 31′ 8″ N, 11° 26′ 36″ O                  | 11. Jan. 1983 (BLR-LAB 120)  | Ländliches Wohnhaus/Bauernhof | KG: Ritten I Bauparzelle: 629/1                                                                           |
| BW   | Datei hochladen | Gstrein in Unterplatten ID: 16773                                                     | 46° 29′ 48″ N, 11° 25′ 15″ O                 | 8. Jan. 1953 (MD)            | Ländliches Wohnhaus/Bauernhof | KG: Ritten I Bauparzelle: 500                                                                             |
| BW   | Datei hochladen | Haus Alter Mühlweg 5 mit Park in Oberbozen ID: 18102                                  | Alter Mühlweg 5 46° 31′ 53″ N, 11° 24′ 46″ O | 5. Apr. 1993 (BLR-LAB 1704)  | Villa/Sommerfrischhaus | KG: Ritten I Bauparzelle: 1256 Grundparzelle: 3553                                                        |
| ja   | Datei hochladen | Haus Amonn mit Gloriette in Maria Himmelfahrt ID: 16745                               | 46° 31′ 30″ N, 11° 23′ 40″ O                 | 11. Jan. 1983 (BLR-LAB 120)  | Villa/Sommerfrischhaus; die Gloriette befindet sich etwas südwestlich auf 46° 31′ 29,1″ N, 11° 23′ 39,1″ O | KG: Ritten I Bauparzelle: 1279, 376                                                                       |
| ja   | Datei hochladen | Haus an der Zeder ID: 50196                                                           | 46° 31′ 33″ N, 11° 23′ 43″ O                 | 21. Juni 1999 (BLR-LAB 2616) | Villa/Sommerfrischhaus | KG: Ritten I Bauparzelle: 370                                                                             |
| ja   | Datei hochladen | Haus Arz in Maria Himmelfahrt ID: 16747                                               | 46° 31′ 29″ N, 11° 23′ 31″ O                 | 11. Jan. 1983 (BLR-LAB 120)  | Villa/Sommerfrischhaus | KG: Ritten I Bauparzelle: 382                                                                             |
| ja   | Datei hochladen | Haus Braitenberg in Maria Himmelfahrt ID: 16743                                       | 46° 31′ 32″ N, 11° 23′ 43″ O                 | 11. Jan. 1983 (BLR-LAB 120)  | Villa/Sommerfrischhaus | KG: Ritten I Bauparzelle: 371                                                                             |
| ja   | Datei hochladen | Haus Hepperger in Maria Himmelfahrt ID: 16754                                         | 46° 31′ 29″ N, 11° 23′ 26″ O                 | 11. Jan. 1983 (BLR-LAB 120)  | Villa/Sommerfrischhaus | KG: Ritten I Bauparzelle: 390                                                                             |
| ja   | Datei hochladen | Haus Krautschneider in Maria Himmelfahrt ID: 16748                                    | 46° 31′ 28″ N, 11° 23′ 31″ O                 | 11. Jan. 1983 (BLR-LAB 120)  | Villa/Sommerfrischhaus | KG: Ritten I Bauparzelle: 383                                                                             |
| ja   | Datei hochladen | Haus Mackowitz in Maria Himmelfahrt ID: 16752                                         | 46° 31′ 27″ N, 11° 23′ 27″ O                 | 8. Jan. 1953 (MD)            | Villa/Sommerfrischhaus | KG: Ritten I Bauparzelle: 388                                                                             |
| ja   | Datei hochladen | Haus Menz mit Gloriette in Maria Himmelfahrt ID: 16757                                | 46° 31′ 22″ N, 11° 23′ 25″ O                 | 11. Jan. 1983 (BLR-LAB 120)  | Villa/Sommerfrischhaus; die Gloriette befindet sich etwas südwestlich auf 46° 31′ 19,2″ N, 11° 23′ 14,3″ O. | KG: Ritten I Bauparzelle: 399, 402                                                                        |
| BW   | Datei hochladen | Haus Merl in Maria Himmelfahrt ID: 16756                                              | 46° 31′ 24″ N, 11° 23′ 19″ O                 | 11. Jan. 1983 (BLR-LAB 120)  | Villa/Sommerfrischhaus | KG: Ritten I Bauparzelle: 398/1                                                                           |
| ja   | Datei hochladen | Haus Oberbozen 4 ID: 16753                                                            | 46° 31′ 29″ N, 11° 23′ 27″ O                 | 11. Jan. 1983 (BLR-LAB 120)  | Ansitz | KG: Ritten I Bauparzelle: 389                                                                             |
| ja   | Datei hochladen | Haus Toggenburg in Maria Himmelfahrt ID: 18080                                        | 46° 31′ 26″ N, 11° 23′ 23″ O                 | 11. Jan. 1983 (BLR-LAB 120)  | Villa/Sommerfrischhaus | KG: Ritten I Bauparzelle: 394                                                                             |
| ja   | Datei hochladen | Haus Toggenburg mit Kapelle Maria Einsiedeln in Maria Himmelfahrt ID: 16755           | 46° 31′ 24″ N, 11° 23′ 22″ O                 | 14. März 1953 (MD)           | Villa/Sommerfrischhaus; die Kapelle befindet sich etwas südöstlich auf 46° 31′ 23,6″ N, 11° 23′ 24,2″ O | KG: Ritten I Bauparzelle: 395, 396                                                                        |
| ja   | Datei hochladen | Haus Zallinger mit Magdalenenkapelle in Maria Himmelfahrt ID: 16744                   | 46° 31′ 31″ N, 11° 23′ 43″ O                 | 11. Jan. 1983 (BLR-LAB 120)  | Villa/Sommerfrischhaus | KG: Ritten I Bauparzelle: 372, 373                                                                        |
| ja   | Datei hochladen | Heiligkreuz in Kematen ID: 16737                                                      | 46° 32′ 46″ N, 11° 26′ 43″ O                 | 11. Jan. 1983 (BLR-LAB 120)  | Kirche | KG: Ritten I Bauparzelle: 328                                                                             |
| ja   | Datei hochladen | Hochatzwang ID: 16715                                                                 | 46° 32′ 5″ N, 11° 29′ 26″ O                  | 8. Jan. 1953 (MD)            | Ansitz | KG: Ritten I Bauparzelle: 81                                                                              |
| BW   | Datei hochladen | Hochegg in Klobenstein ID: 16695                                                      | 46° 32′ 15″ N, 11° 27′ 49″ O                 | 8. Jan. 1954 (MD)            | Ländliches Wohnhaus/Bauernhof | KG: Ritten I Bauparzelle: 5/1                                                                             |
| BW   | Datei hochladen | Hohler in Siffian ID: 16795                                                           | 46° 31′ 51″ N, 11° 28′ 0″ O                  | 25. Jan. 1985 (BLR-LAB 314)  | Ländliches Wohnhaus/Bauernhof | KG: Ritten I Bauparzelle: 697                                                                             |
| ja   | Datei hochladen | Huber in Antlas ID: 16717                                                             | 46° 32′ 46″ N, 11° 29′ 55″ O                 | 11. Jan. 1983 (BLR-LAB 120)  | Ländliches Wohnhaus/Bauernhof | KG: Ritten I Bauparzelle: 99                                                                              |
| BW   | Datei hochladen | Joggum in Klobenstein ID: 16711                                                       | 46° 32′ 38″ N, 11° 28′ 51″ O                 | 11. Jan. 1983 (BLR-LAB 120)  | Ländliches Wohnhaus/Bauernhof | KG: Ritten I Bauparzelle: 66                                                                              |
| BW   | Datei hochladen | Kaiserhöfl ID: 50192                                                                  | 46° 32′ 18″ N, 11° 27′ 28″ O                 | 9. März 1998 (BLR-LAB 845)   | Ansitz | KG: Ritten I Bauparzelle: 31/1                                                                            |
| ja   | Datei hochladen | Kapelle beim Törggele in Atzwang ID: 16804                                            | 46° 33′ 24″ N, 11° 30′ 41″ O                 | 11. Jan. 1983 (BLR-LAB 120)  | Kapelle | KG: Ritten I Bauparzelle: 990                                                                             |
| ja   | Datei hochladen | Kapelle St. Vitus und Ottilia in Oberinn ID: 16827                                    | 46° 33′ 53″ N, 11° 25′ 43″ O                 | 11. Jan. 1983 (BLR-LAB 120)  | Kapelle | KG: Wangen Bauparzelle: 279                                                                               |
| BW   | Datei hochladen | Kasten und Backofen beim Thurner in Signat ID: 16763                                  | 46° 31′ 1″ N, 11° 24′ 24″ O                  | 25. Jan. 1985 (BLR-LAB 314)  | Kornkasten | KG: Ritten I Bauparzelle: 446                                                                             |
| ja   | Datei hochladen | Kleinstein mit Kapelle in Signat ID: 16769                                            | 46° 30′ 5″ N, 11° 23′ 44″ O                  | 11. Jan. 1983 (BLR-LAB 120)  | Ländliches Wohnhaus/Bauernhof | KG: Ritten I Bauparzelle: 468                                                                             |
| BW   | Datei hochladen | Köhl in Siffian mit Bildstock ID: 16797                                               | 46° 31′ 55″ N, 11° 28′ 3″ O                  | 11. Jan. 1983 (BLR-LAB 120)  | Bauernhof; der Bildstock befindet sich südlich auf 46° 31′ 39,3″ N, 11° 27′ 56,5″ O. | KG: Ritten I Bauparzelle: 701, 723                                                                        |
| BW   | Datei hochladen | Kohl in Unterinn ID: 16784                                                            | 46° 30′ 58″ N, 11° 26′ 36″ O                 | 11. Jan. 1983 (BLR-LAB 120)  | Ländliches Wohnhaus/Bauernhof | KG: Ritten I Bauparzelle: 2692                                                                            |
| BW   | Datei hochladen | Krotental 7 in Klobenstein ID: 18228                                                  | 46° 32′ 15″ N, 11° 28′ 0″ O                  | 27. Nov. 1995 (BLR-LAB 6190) | Villa/Sommerfrischhaus | KG: Ritten I Bauparzelle: 41                                                                              |
| BW   | Datei hochladen | Landmann ID: 16781                                                                    | 46° 30′ 8″ N, 11° 25′ 40″ O                  | 11. Jan. 1983 (BLR-LAB 120)  | Ländliches Wohnhaus/Bauernhof | KG: Ritten I Bauparzelle: 549                                                                             |
| BW   | Datei hochladen | Larchegg in Klobenstein ID: 16806                                                     | 46° 32′ 14″ N, 11° 27′ 38″ O                 | 1. Juli 1953 (MD)            | Villa/Sommerfrischhaus | KG: Ritten I Bauparzelle: 1223                                                                            |
| BW   | Datei hochladen | Liebegg in Klobenstein ID: 16698                                                      | 46° 32′ 16″ N, 11° 27′ 50″ O                 | 11. Jan. 1983 (BLR-LAB 120)  | Ländliches Wohnhaus/Bauernhof | KG: Ritten I Bauparzelle: 15                                                                              |
| BW   | Datei hochladen | Lobis in Gebrak ID: 16740                                                             | 46° 32′ 55″ N, 11° 24′ 45″ O                 | 11. Jan. 1983 (BLR-LAB 120)  | Ländliches Wohnhaus/Bauernhof | KG: Ritten I Bauparzelle: 344/1, 344/2                                                                    |
| ja   | Datei hochladen | Mages in Klobenstein ID: 16701                                                        | 46° 32′ 15″ N, 11° 27′ 42″ O                 | 11. Jan. 1983 (BLR-LAB 120)  | Ländliches Wohnhaus/Bauernhof | KG: Ritten I Bauparzelle: 21                                                                              |
| ja   | Datei hochladen | Mair im Dorf in Unterinn ID: 16783                                                    | 46° 30′ 43″ N, 11° 26′ 51″ O                 | 25. Jan. 1985 (BLR-LAB 314)  | Ländliches Wohnhaus/Bauernhof | KG: Ritten I Bauparzelle: 581                                                                             |
| BW   | Datei hochladen | Mair in der Sulz in Lengstein ID: 16725                                               | 46° 33′ 45″ N, 11° 30′ 3″ O                  | 11. Jan. 1983 (BLR-LAB 120)  | Ländliches Wohnhaus/Bauernhof | KG: Ritten I Bauparzelle: 145                                                                             |
| BW   | Datei hochladen | Mair in Siffian ID: 16796                                                             | 46° 31′ 51″ N, 11° 28′ 4″ O                  | 11. Jan. 1983 (BLR-LAB 120)  | Ländliches Wohnhaus/Bauernhof | KG: Ritten I Bauparzelle: 700                                                                             |
| BW   | Datei hochladen | Maria Heimsuchung mit Umfriedung ID: 16811                                            | 46° 35′ 54″ N, 11° 24′ 58″ O                 | 11. Jan. 1983 (BLR-LAB 120)  | Kirche | KG: Ritten II Bauparzelle: 3 Grundparzelle: 21                                                            |
| ja   | Datei hochladen | Maria Saal ID: 16731                                                                  | 46° 33′ 24″ N, 11° 28′ 29″ O                 | 11. Jan. 1983 (BLR-LAB 120)  | Kirche | KG: Ritten I Bauparzelle: 251                                                                             |
| ja   | Datei hochladen | Mariahilfkapelle in Bad Sieß ID: 16801                                                | 46° 34′ 10″ N, 11° 27′ 39″ O                 | 11. Jan. 1983 (BLR-LAB 120)  | Kapelle | KG: Ritten I Bauparzelle: 934                                                                             |
| BW   | Datei hochladen | Mesnergut in Unterinn ID: 16786                                                       | 46° 30′ 43″ N, 11° 26′ 37″ O                 | 11. Jan. 1983 (BLR-LAB 120)  | Ländliches Wohnhaus/Bauernhof | KG: Ritten I Bauparzelle: 600                                                                             |
| BW   | Datei hochladen | Mitterstieler in Eschenbach ID: 16777                                                 | 46° 30′ 42″ N, 11° 25′ 52″ O                 | 25. Jan. 1985 (BLR-LAB 314)  | Ländliches Wohnhaus/Bauernhof | KG: Ritten I Bauparzelle: 520/1, 520/2                                                                    |
| BW   | Datei hochladen | Neidegg in Klobenstein ID: 16708                                                      | 46° 32′ 15″ N, 11° 27′ 55″ O                 | 11. Jan. 1983 (BLR-LAB 120)  | Ländliches Wohnhaus/Bauernhof | KG: Ritten I Bauparzelle: 48                                                                              |
| BW   | Datei hochladen | Niederstätter in Siffian ID: 16792                                                    | 46° 31′ 38″ N, 11° 28′ 21″ O                 | 11. Jan. 1983 (BLR-LAB 120)  | Ländliches Wohnhaus/Bauernhof | KG: Ritten I Bauparzelle: 691/1                                                                           |
| ja   | Datei hochladen | Oberatzwang ID: 16716                                                                 | 46° 32′ 7″ N, 11° 29′ 37″ O                  | 8. Jan. 1953 (MD)            | Ansitz | KG: Ritten I Bauparzelle: 3165, 86                                                                        |
| BW   | Datei hochladen | Oberleirer ID: 16818                                                                  | 46° 33′ 43″ N, 11° 23′ 3″ O                  | 11. Jan. 1983 (BLR-LAB 120)  | Ländliches Wohnhaus/Bauernhof | KG: Wangen Bauparzelle: 95/1                                                                              |
| BW   | Datei hochladen | Oberstieler in Eschenbach ID: 16780                                                   | 46° 30′ 45″ N, 11° 25′ 59″ O                 | 11. Jan. 1983 (BLR-LAB 120)  | Ländliches Wohnhaus/Bauernhof | KG: Ritten I Bauparzelle: 532                                                                             |
| BW   | Datei hochladen | Obertreidner in Oberinn ID: 16815                                                     | 46° 33′ 54″ N, 11° 25′ 9″ O                  | 11. Jan. 1983 (BLR-LAB 120)  | Ländliches Wohnhaus/Bauernhof | KG: Wangen Bauparzelle: 53                                                                                |
| BW   | Datei hochladen | Pachegg in Klobenstein ID: 16697                                                      | 46° 32′ 17″ N, 11° 27′ 50″ O                 | 11. Jan. 1983 (BLR-LAB 120)  | Ländliches Wohnhaus/Bauernhof | KG: Ritten I Bauparzelle: 14                                                                              |
| ja   | Datei hochladen | Penzl mit Kapelle in Rotwand ID: 16727                                                | 46° 34′ 1″ N, 11° 30′ 10″ O                  | 11. Jan. 1983 (BLR-LAB 120)  | unteres Haus mit mittelalterlichem Kern, oberes Haus mit Freitreppe, Kapelle mit hölzernem Glockentürmchen | KG: Ritten I Bauparzelle: 148, 149, 980                                                                   |
| ja   | Datei hochladen | Pfarrkirche Maria Himmelfahrt in Oberbozen ID: 16751                                  | 46° 31′ 27″ N, 11° 23′ 29″ O                 | 11. Jan. 1983 (BLR-LAB 120)  | Kirche | KG: Ritten I Bauparzelle: 387                                                                             |
| ja   | Datei hochladen | Pfarrkirche Maria Himmelfahrt mit Friedhofskapelle und Friedhof in Lengmoos ID: 16735 | 46° 32′ 32″ N, 11° 28′ 1″ O                  | 11. Jan. 1983 (BLR-LAB 120)  | Kirche | KG: Ritten I Bauparzelle: 308, 309 Grundparzelle: 2625                                                    |
| ja   | Datei hochladen | Pfarrkirche St. Josef in Atzwang ID: 16714                                            | 46° 31′ 59″ N, 11° 29′ 26″ O                 | 11. Jan. 1983 (BLR-LAB 120)  | Kirche | KG: Ritten I Bauparzelle: 76                                                                              |
| ja   | Datei hochladen | Pfarrkirche St. Luzia mit Friedhofskapelle und Friedhof in Unterinn ID: 16785         | 46° 30′ 43″ N, 11° 26′ 39″ O                 | 11. Jan. 1983 (BLR-LAB 120)  | Kirche | KG: Ritten I Bauparzelle: 1028, 597 Grundparzelle: 5641                                                   |
| ja   | Datei hochladen | Pfarrkirche St. Ottilia mit Friedhofskapelle und Friedhof in Lengstein ID: 16722      | 46° 33′ 18″ N, 11° 29′ 32″ O                 | 11. Jan. 1983 (BLR-LAB 120)  | Kirche | KG: Ritten I Bauparzelle: 129 Grundparzelle: 977                                                          |
| ja   | Datei hochladen | Pfarrkirche St. Peter mit Friedhof ID: 16820                                          | 46° 33′ 35″ N, 11° 22′ 55″ O                 | 11. Jan. 1983 (BLR-LAB 120)  | Kirche | KG: Wangen Bauparzelle: 104 Grundparzelle: 987                                                            |
| BW   | Datei hochladen | Pfarrwidum (Spornegg) in Unterinn ID: 16787                                           | 46° 30′ 41″ N, 11° 26′ 38″ O                 | 11. Jan. 1983 (BLR-LAB 120)  | Widum/Kanonikerhaus | KG: Ritten I Bauparzelle: 605                                                                             |
| ja   | Datei hochladen | Pfarrwidum Atzwang ID: 50195                                                          | 46° 32′ 0″ N, 11° 29′ 26″ O                  | 20. Dez. 1999 (BLR-LAB 5791) | Widum/Kanonikerhaus | KG: Ritten I Bauparzelle: 79                                                                              |
| ja   | Datei hochladen | Pfarrwidum in Lengstein ID: 16723                                                     | 46° 33′ 16″ N, 11° 29′ 33″ O                 | 11. Jan. 1983 (BLR-LAB 120)  | Widum/Kanonikerhaus | KG: Ritten I Bauparzelle: 130                                                                             |
| BW   | Datei hochladen | Pfarrwidum in Oberinn ID: 16813                                                       | 46° 33′ 40″ N, 11° 24′ 46″ O                 | 5. Dez. 1988 (BLR-LAB 7991)  | Widum/Kanonikerhaus | KG: Wangen Bauparzelle: 2                                                                                 |
| BW   | Datei hochladen | Plattner auf Platten ID: 16770                                                        | 46° 30′ 13″ N, 11° 25′ 10″ O                 | 11. Jan. 1983 (BLR-LAB 120)  | Ländliches Wohnhaus/Bauernhof | KG: Ritten I Bauparzelle: 482                                                                             |
| ja   | Datei hochladen | Plattner in Wolfsgruben ID: 16761                                                     | 46° 31′ 30″ N, 11° 25′ 40″ O                 | 5. Juni 1979 (BLR-LAB 3230)  | Ländliches Wohnhaus/Bauernhof | KG: Ritten I Bauparzelle: 438                                                                             |
| BW   | Datei hochladen | Prackwieser in Gebrak ID: 16738                                                       | 46° 33′ 11″ N, 11° 25′ 29″ O                 | 25. Jan. 1985 (BLR-LAB 314)  | Ländliches Wohnhaus/Bauernhof | KG: Ritten I Bauparzelle: 340                                                                             |
| BW   | Datei hochladen | Rammlbildstock (Plattnerstöckl) ID: 16807                                             | 46° 30′ 15″ N, 11° 25′ 15″ O                 | 11. Jan. 1983 (BLR-LAB 120)  | Bildstock | KG: Ritten I Grundparzelle: 4800/1                                                                        |
| BW   | Datei hochladen | Reibegg in Klobenstein ID: 16705                                                      | 46° 32′ 15″ N, 11° 27′ 58″ O                 | 11. Jan. 1983 (BLR-LAB 120)  | Ländliches Wohnhaus/Bauernhof | KG: Ritten I Bauparzelle: 42                                                                              |
| ja   | Datei hochladen | Ried ID: 16828                                                                        | 46° 31′ 14″ N, 11° 21′ 41″ O                 | 11. Jan. 1983 (BLR-LAB 120)  | Burg | KG: Wangen Bauparzelle: 307                                                                               |
| BW   | Datei hochladen | Rieler in Unterplatten ID: 16772                                                      | 46° 29′ 41″ N, 11° 25′ 15″ O                 | 8. Jan. 1953 (MD)            | Ländliches Wohnhaus/Bauernhof | KG: Ritten I Bauparzelle: 492                                                                             |
| ja   | Datei hochladen | Rittner Bahn ID: 50209                                                                | 46° 31′ 42″ N, 11° 24′ 29″ O                 | 10. Aug. 1987 (BLR-LAB 4786) | Bahnhöfe, Wartehäuschen und Remisen; der Bahnhof in Maria Himmelfahrt befindet sich auf 46° 31′ 27,8″ N, 11° 23′ 38,3″ O, der Bahnhof in Oberbozen auf 46° 31′ 41,4″ N, 11° 24′ 21,2″ O, der Bahnhof in Klobenstein auf 46° 32′ 22″ N, 11° 27′ 33,2″ O. | KG: Ritten I Bauparzelle: 1127/1, 1129, 1130, 1132, 1133, 1134                                            |
| BW   | Datei hochladen | Ronacher in Gebrak ID: 16739                                                          | 46° 33′ 8″ N, 11° 25′ 18″ O                  | 11. Jan. 1983 (BLR-LAB 120)  | Ländliches Wohnhaus/Bauernhof | KG: Ritten I Bauparzelle: 342                                                                             |
| ja   | Datei hochladen | Rosenegg in Klobenstein ID: 16694                                                     | 46° 32′ 13″ N, 11° 27′ 44″ O                 | 11. Jan. 1983 (BLR-LAB 120)  | Ansitz | KG: Ritten I Bauparzelle: 4                                                                               |
| BW   | Datei hochladen | Rössler in Klobenstein ID: 16704                                                      | 46° 32′ 0″ N, 11° 27′ 24″ O                  | 11. Jan. 1983 (BLR-LAB 120)  | Ländliches Wohnhaus/Bauernhof | KG: Ritten I Bauparzelle: 34                                                                              |
| BW   | Datei hochladen | Rotenstein in Signat ID: 16766                                                        | 46° 30′ 33″ N, 11° 24′ 4″ O                  | 11. Jan. 1983 (BLR-LAB 120)  | Ländliches Wohnhaus/Bauernhof | KG: Ritten I Bauparzelle: 457                                                                             |
| ja   | Datei hochladen | Runkelstein ID: 16825                                                                 | 46° 31′ 3″ N, 11° 21′ 32″ O                  | 11. Jan. 1983 (BLR-LAB 120)  | Burg | KG: Wangen Bauparzelle: 182                                                                               |
| ja   | Datei hochladen | Schießstand in Maria Himmelfahrt ID: 16746                                            | 46° 31′ 29″ N, 11° 23′ 33″ O                 | 8. Jan. 1953 (MD)            | Gesellschaftshaus des Schießstandes, Nebengebäude, ehemalige Schießbahn | KG: Ritten I Bauparzelle: 378, 379                                                                        |
| BW   | Datei hochladen | Schmied am Stein in Eschenbach ID: 16778                                              | 46° 31′ 11″ N, 11° 25′ 57″ O                 | 11. Jan. 1983 (BLR-LAB 120)  | Ländliches Wohnhaus/Bauernhof | KG: Ritten I Bauparzelle: 526                                                                             |
| BW   | Datei hochladen | Schönegg mit Park in Klobenstein ID: 16706                                            | 46° 32′ 12″ N, 11° 27′ 56″ O                 | 1. Sep. 1950 (MD)            | Ansitz | KG: Ritten I Bauparzelle: 1096, 43, 44 Grundparzelle: 144, 149/2, 221/1, 221/2, 222/1, 234, 235, 236, 237 |
| BW   | Datei hochladen | Schrof in Siffian ID: 16799                                                           | 46° 31′ 59″ N, 11° 28′ 2″ O                  | 11. Jan. 1983 (BLR-LAB 120)  | Ländliches Wohnhaus/Bauernhof | KG: Ritten I Bauparzelle: 706                                                                             |
| ja   | Datei hochladen | Schwarzegg in Klobenstein ID: 16696                                                   | 46° 32′ 14″ N, 11° 27′ 48″ O                 | 11. Jan. 1983 (BLR-LAB 120)  | Ländliches Wohnhaus/Bauernhof | KG: Ritten I Bauparzelle: 6                                                                               |
| BW   | Datei hochladen | Schweigkofler in Gißmann ID: 16810                                                    | 46° 35′ 52″ N, 11° 24′ 55″ O                 | 11. Jan. 1983 (BLR-LAB 120)  | Ländliches Wohnhaus/Bauernhof | KG: Ritten II Bauparzelle: 2                                                                              |
| ja   | Datei hochladen | Sommerfrischhaus und Kapelle Maria Schnee in Oberbozen ID: 18079                      | 46° 31′ 43″ N, 11° 24′ 10″ O                 | 11. Jan. 1983 (BLR-LAB 120)  | Ansitz | KG: Ritten I Bauparzelle: 359, 360                                                                        |
| ja   | Datei hochladen | St. Andreas in Antlas ID: 16719                                                       | 46° 32′ 50″ N, 11° 30′ 8″ O                  | 11. Jan. 1983 (BLR-LAB 120)  | Kirche | KG: Ritten I Bauparzelle: 103                                                                             |
| ja   | Datei hochladen | St. Anton von Padua in Klobenstein ID: 16692                                          | 46° 32′ 13″ N, 11° 27′ 49″ O                 | 11. Jan. 1983 (BLR-LAB 120)  | Kirche | KG: Ritten I Bauparzelle: 1                                                                               |
| ja   | Datei hochladen | St. Georg und Jakob in Oberbozen ID: 16759                                            | 46° 31′ 15″ N, 11° 23′ 50″ O                 | 11. Jan. 1983 (BLR-LAB 120)  | Kirche | KG: Ritten I Bauparzelle: 414                                                                             |
| ja   | Datei hochladen | St. Johann am Kofl ID: 16821                                                          | 46° 32′ 59″ N, 11° 22′ 6″ O                  | 11. Jan. 1983 (BLR-LAB 120)  | Kapelle am Johanneskofel | KG: Wangen Bauparzelle: 116                                                                               |
| ja   | Datei hochladen | St. Josef in Wolfsgruben ID: 16762                                                    | 46° 31′ 31″ N, 11° 25′ 31″ O                 | 11. Jan. 1983 (BLR-LAB 120)  | Kirche | KG: Ritten I Bauparzelle: 441                                                                             |
| ja   | Datei hochladen | St. Leonhard mit Lourdes-Kapelle und Friedhof in Oberinn ID: 16812                    | 46° 33′ 39″ N, 11° 24′ 49″ O                 | 11. Jan. 1983 (BLR-LAB 120)  | Kirche | KG: Wangen Bauparzelle: 1, 311 Grundparzelle: 2                                                           |
| ja   | Datei hochladen | St. Martin in Signat ID: 16767                                                        | 46° 30′ 29″ N, 11° 23′ 54″ O                 | 11. Jan. 1983 (BLR-LAB 120)  | Kirche | KG: Ritten I Bauparzelle: 459                                                                             |
| ja   | Datei hochladen | St. Nikolaus in Mittelberg mit Umfriedung ID: 16732                                   | 46° 33′ 10″ N, 11° 28′ 43″ O                 | 11. Jan. 1983 (BLR-LAB 120)  | Kirche | KG: Ritten I Bauparzelle: 256 Grundparzelle: 2183                                                         |
| ja   | Datei hochladen | St. Peter in Siffian ID: 16793                                                        | 46° 31′ 49″ N, 11° 28′ 2″ O                  | 11. Jan. 1983 (BLR-LAB 120)  | Kirche | KG: Ritten I Bauparzelle: 695                                                                             |
| ja   | Datei hochladen | St. Sebastian auf der Weit in Unterinn ID: 16775                                      | 46° 30′ 26″ N, 11° 25′ 56″ O                 | 11. Jan. 1983 (BLR-LAB 120)  | Kirche | KG: Ritten I Bauparzelle: 517                                                                             |
| ja   | Datei hochladen | St. Verena in Rotwand ID: 16728                                                       | 46° 34′ 19″ N, 11° 30′ 31″ O                 | 11. Jan. 1983 (BLR-LAB 120)  | Kirche | KG: Ritten I Bauparzelle: 166                                                                             |
| ja   | Datei hochladen | St. Vigilius im Dorf ID: 16819                                                        | 46° 33′ 40″ N, 11° 23′ 2″ O                  | 11. Jan. 1983 (BLR-LAB 120)  | Kirche | KG: Wangen Bauparzelle: 100                                                                               |
| BW   | Datei hochladen | Staffler in Siffian ID: 16798                                                         | 46° 32′ 6″ N, 11° 28′ 16″ O                  | 8. Jan. 1953 (MD)            | Ländliches Wohnhaus/Bauernhof | KG: Ritten I Bauparzelle: 704                                                                             |
| ja   | Datei hochladen | Steidacher in Antlas ID: 16830                                                        | 46° 32′ 38″ N, 11° 29′ 43″ O                 | 11. Jan. 1983 (BLR-LAB 120)  | Ländliches Wohnhaus/Bauernhof | KG: Ritten I Bauparzelle: 96/2                                                                            |
| ja   | Datei hochladen | Stein am Ritten ID: 16809                                                             | 46° 31′ 20″ N, 11° 28′ 9″ O                  | 25. Jan. 1985 (BLR-LAB 314)  | Burgruine | KG: Ritten I Grundparzelle: 6706/1                                                                        |
| BW   | Datei hochladen | Sulzner in Eschenbach ID: 16774                                                       | 46° 30′ 24″ N, 11° 25′ 27″ O                 | 11. Jan. 1983 (BLR-LAB 120)  | Ländliches Wohnhaus/Bauernhof | KG: Ritten I Bauparzelle: 515                                                                             |
| BW   | Datei hochladen | Tennegg in Klobenstein ID: 16700                                                      | 46° 32′ 16″ N, 11° 27′ 44″ O                 | 14. Jan. 1985 (BLR-LAB 119)  | Villa/Sommerfrischhaus | KG: Ritten I Bauparzelle: 20                                                                              |
| BW   | Datei hochladen | Tschafaun ID: 16817                                                                   | 46° 34′ 9″ N, 11° 24′ 8″ O                   | 11. Jan. 1983 (BLR-LAB 120)  | Ländliches Wohnhaus/Bauernhof | KG: Wangen Bauparzelle: 71                                                                                |
| BW   | Datei hochladen | Unterkematen ID: 16736                                                                | 46° 32′ 41″ N, 11° 26′ 43″ O                 | 1. Juli 1953 (MD)            | Ländliches Wohnhaus/Bauernhof | KG: Ritten I Bauparzelle: 327                                                                             |
| BW   | Datei hochladen | Untermigl ID: 16823                                                                   | 46° 32′ 46″ N, 11° 23′ 10″ O                 | 11. Jan. 1983 (BLR-LAB 120)  | Ländliches Wohnhaus/Bauernhof | KG: Wangen Bauparzelle: 153                                                                               |
| BW   | Datei hochladen | Unterstieler in Eschenbach ID: 16776                                                  | 46° 30′ 34″ N, 11° 25′ 57″ O                 | 11. Jan. 1983 (BLR-LAB 120)  | Ländliches Wohnhaus/Bauernhof | KG: Ritten I Bauparzelle: 518                                                                             |
| BW   | Datei hochladen | Villa Amonn in Oberbozen ID: 16741                                                    | 46° 31′ 44″ N, 11° 24′ 20″ O                 | 10. Aug. 1987 (BLR-LAB 4786) | Villa/Sommerfrischhaus | KG: Ritten I Bauparzelle: 358                                                                             |
| ja   | Datei hochladen | Villa Bergfried ID: 50507                                                             | Waldweg 7 46° 31′ 43″ N, 11° 24′ 1″ O        | 24. Nov. 2003 (BLR-LAB 4241) | Villa/Sommerfrischhaus | KG: Ritten I Bauparzelle: 1061                                                                            |
| BW   | Datei hochladen | Villa Delug in Oberinn ID: 18081                                                      | 46° 33′ 45″ N, 11° 24′ 15″ O                 | 3. Mai 1989 (BLR-LAB 2447)   | Villa/Sommerfrischhaus | KG: Wangen Bauparzelle: 20                                                                                |
| ja   | Datei hochladen | Villa Kinsele in Oberbozen ID: 16742                                                  | 46° 31′ 42″ N, 11° 24′ 10″ O                 | 14. März 1953 (MD)           | Villa/Sommerfrischhaus | KG: Ritten I Bauparzelle: 361                                                                             |
| BW   | Datei hochladen | Vöst in Mittelberg ID: 16733                                                          | 46° 33′ 11″ N, 11° 28′ 39″ O                 | 11. Jan. 1983 (BLR-LAB 120)  | Ländliches Wohnhaus/Bauernhof | KG: Ritten I Bauparzelle: 265/1                                                                           |
| BW   | Datei hochladen | Waidacher in Antlas ID: 16720                                                         | 46° 33′ 2″ N, 11° 30′ 17″ O                  | 11. Jan. 1983 (BLR-LAB 120)  | Ländliches Wohnhaus/Bauernhof | KG: Ritten I Bauparzelle: 104                                                                             |
| BW   | Datei hochladen | Walzer in Klobenstein ID: 16712                                                       | 46° 32′ 19″ N, 11° 29′ 2″ O                  | 11. Jan. 1983 (BLR-LAB 120)  | Ländliches Wohnhaus/Bauernhof | KG: Ritten I Bauparzelle: 73                                                                              |
| ja   | Datei hochladen | Wangen-Bellermont ID: 16824                                                           | 46° 31′ 59″ N, 11° 22′ 2″ O                  | 1. Juli 1953 (MD)            | Burg | KG: Wangen Bauparzelle: 165                                                                               |
| BW   | Datei hochladen | Weißegg in Klobenstein ID: 16707                                                      | 46° 32′ 14″ N, 11° 27′ 57″ O                 | 11. Jan. 1983 (BLR-LAB 120)  | Ländliches Wohnhaus/Bauernhof | KG: Ritten I Bauparzelle: 45                                                                              |
| BW   | Datei hochladen | Widum in Gißmann ID: 16831                                                            | 46° 35′ 54″ N, 11° 24′ 59″ O                 | 11. Jan. 1983 (BLR-LAB 120)  | Widum/Kanonikerhaus | KG: Ritten II Bauparzelle: 4                                                                              |
| ja   | Datei hochladen | Windegg in Klobenstein ID: 16693                                                      | 46° 32′ 12″ N, 11° 27′ 46″ O                 | 11. Jan. 1983 (BLR-LAB 120)  | Ländliches Wohnhaus/Bauernhof | KG: Ritten I Bauparzelle: 3                                                                               |
| BW   | Datei hochladen | Wolfrainer in Mittelberg ID: 16730                                                    | 46° 34′ 1″ N, 11° 27′ 37″ O                  | 11. Jan. 1983 (BLR-LAB 120)  | Ländliches Wohnhaus/Bauernhof | KG: Ritten I Bauparzelle: 214                                                                             |
| ja   | Datei hochladen | Zuner in Antlas ID: 16718                                                             | 46° 32′ 49″ N, 11° 30′ 3″ O                  | 11. Jan. 1983 (BLR-LAB 120)  | Ländliches Wohnhaus/Bauernhof | KG: Ritten I Bauparzelle: 2665                                                                            |
| ja   | Datei hochladen | Zwingenstein ID: 16808                                                                | 46° 30′ 14″ N, 11° 25′ 57″ O                 | 3. Juli 1989 (BLR-LAB 4048)  | Burgruine | KG: Ritten I Grundparzelle: 5117/1                                                                        |

Falls bei einem Baudenkmal keine Koordinaten bekannt sind, werden ersatzweise die Katasterdaten zum Zeitpunkt der Unterschutzstellung angegeben. Diese sind weder offiziell noch zwingend aktuell.
Die vom Landesdenkmalamt übernommenen Adressen können veraltet sein.
| Foto:   | Fotografie des Denkmals. Klicken des Fotos erzeugt eine vergrößerte Ansicht. Daneben finden sich zwei Symbole: |
| ID      | Identifikator beim Südtiroler Landesdenkmalamt                                                                 |
| KG      | Katastralgemeinde                                                                                              |
| MD      | Ministerialdekret                                                                                              |
| BLR-LAB | Beschluss der Landesregierung – Landesausschussbeschluss                                                       |